# Festival de Málaga 1999
La 2ª edición del Festival de Málaga se celebró del 9 al 17 de marzo de 1999 en Málaga, España.

## Jurados

### Sección oficial
- Assumpta Serna
- Alejandro Amenábar
- Ángeles González-Sinde
- John Hopewell
- Manuel Pérez Estremera

## Palmarés
- Primer Movistar a la mejor película: Las huellas borradas de Enrique Gabriel
- Premio al mejor director: Enrique Gabriel por Las huellas borradas
- Premio del público: Se buscan fulmontis, de Álex Calvo-Sotelo
- Premio a la mejor interpretación femenina: Asunción Balaguer por Las huellas borradas
- Premio a la mejor interpretación masculina: Sergi López por Lisboa

## Premiados
- Homenajeado: Tony Leblanc
- Premio Retrospectiva: Antonio Isasi-Isasmendi
- Premio Ricardo Franco: Antonio Resines